# 伊默里纳王国
伊默里納王國，又稱莫里納王國、梅里納王國、馬達加斯加王國（於19世紀初統一馬達加斯加島後成立），是馬達加斯加島一个由居住在島中部伊默里納高原的梅里納人建立的王国。14世紀初形成。16世紀統治著島中部的廣大地區。建都城於安塔那那利佛。安德里亞南普伊奈梅里納（Andrianampoinimerina，1787–1810年在位）及其子拉達馬一世（Radama I，1810-1828年在位）時，進行了一系列政治及軍事改革，基本統一了馬達加斯加島。19世紀遭到英、法的入侵，最終被法國所滅。